# 计算机图形学
计算机图形学（英語：computer graphics，縮寫为）是研究计算机在硬件和软件的帮助下创建计算机图形的科学学科，是计算机科学的一個分支領域，主要關注數位合成與操作視覺的圖形內容。雖然這個詞通常被認為是指三維圖形，事實上同時包括了二維圖形以及影像處理。

## 概述
简单地说，计算机图形学的主要研究内容就是研究如何在计算机中表示图形、以及利用计算机进行图形的计算、处理和显示的相关原理与算法。图形通常由点、线、面、体等几何元素和灰度、色彩、线型、线宽等非几何属性组成。从处理技术上来看，图形主要分为两类，一类是基于线条信息表示的，如工程图、等高线地图、曲面的线框图等，另一类是明暗图，也就是通常所说的真实感图形。
计算机图形学一个主要的目的就是要利用计算机产生令人赏心悦目的真实感图形。为此，必须建立图形所描述的场景的几何表示，再用某种光照模型，计算在假想的光源、纹理、材质属性下的光照明效果。所以计算机图形学与另一门学科计算机辅助几何设计有着密切的关系。事实上，图形学也把可以表示几何场景的曲线曲面造型技术和实体造型技术作为其主要的研究内容。同时，真实感图形计算的结果是以数字图象的方式提供的，计算机图形学也就和图像处理有着密切的关系。
图形与图像两个概念间的区别越来越模糊，但还是有区别的：图像纯指计算机内以位图形式存在的灰度信息，而图形含有几何属性，或者说更强调场景的几何表示，是由场景的几何模型和景物的物理属性共同组成的。
计算机图形学的研究内容非常广泛，如图形硬件、图形标准、图形交互技术、光栅图形生成算法、曲线曲面造型、实体造型、真实感图形计算与显示算法、非真实感绘制，以及计算可视化、计算机动画、自然景物仿真、虚拟现实等。

## 计算机图形学的分支学科
這個科學廣義的分支学科，可大致可分為以下幾類
- 幾何：研究面的表示和處理的方法
- 動畫：研究移動的表示和操作方法
- 影像擬真/渲染：研究模擬光線傳遞效果的演算法
- 影像：研究影像的獲取或是編輯
- 拓扑结构：研究的空间和表面的结构。

### 幾何
几何学的一个分支，研究将三维对象用离散数字表示。因为模型的外观很大程度上取决于它的外表面，所以边界表示法（BREP）是最常用的。对于大多数模型来说二维表面很好的表示方法，虽然他们可能是非流形。
多边形网格是最常见的表示形式，尽管基于点的表示方法最近开始变得受欢迎，这些表示方法被称作拉格朗日。另外，一些变形曲面可以进行许多拓扑变化（如流体就是最显著的例子）。

### 动画
动画研究是曲面或其他的对象，随着时间的推移而移动或变形的一个分支。从历史上看，大部分在这一领域的工作，都专注于调节参数来使模型运动，但最近动力学模拟已成为更受欢迎更强大的方法。
子领域
- 运动捕捉
- 骨骼动画
- 动力学模拟（例如流体力学；機構運動）

### 渲染
通过渲染生成模型的图像。渲染可能会模拟光线跟踪来创造真实的图像或者用它创建具有特殊艺术风格而非真实感绘制的图像。其中真实感绘制的两个基本运算是传递（多少光线从一个地方到另一个地方）和散射（表面如何与光相互作用）。查看渲染了解更多信息。

### 子领域
- 非真实感绘制
- 基于物理的渲染
- 实时渲染侧重于对于交互式应用程序（如游戏、建模时的实时预览）的使用，通常使用专门的硬件，比如图形处理器。
- 光照

## 计算机图形
计算机图形在学术中的广义被用来描述为“在计算机里除了文字与声音以外的一切”。

### 二维计算机图形

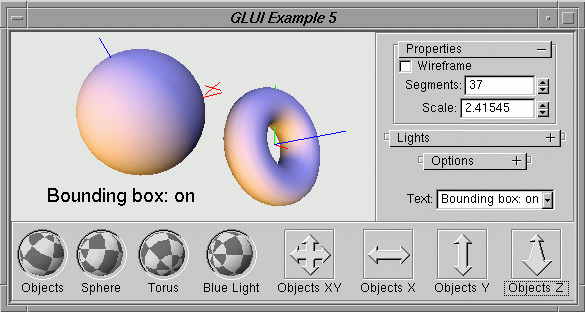
计算机图形軟體

二维计算机图形（2D computer graphics），是产生基于计算机的数字图像（例如二维几何模型，文本，和数字图像）。二维计算机图形被利用在许多方面，例如字体、地图、工程制图、广告、等等。

### 三维计算机图形
三维计算机图形（3D computer graphics）是计算机和特殊三维软件帮助下创造的作品。一般来讲，该术语可指代创造这些图形的过程，或者三维计算机图形技术的研究领域，及其相关技术。

## 计算机动画
计算机动画（computer animation），又称计算机绘图，是通过使用计算机制作动画的技术。它是计算机图形学和动画的子领域。近年动画师越来越多的借助于三维计算机图形学，纵使二维计算机图形学仍然被广泛使用着。有时动画最后播放的地方就是计算机本身，有时候则是另外的媒体，例如电影。

## 著名的研究人员
- 罗伯特·库克
- 艾德文·卡特姆
- 洛伦·卡彭特
- 马丁·纽维尔
- 匠白光（埃尔维·雷·史密斯）
- 吉姆·卡吉雅
- 吉姆·布林
- 约翰·诺尔